# Latris
Latris is een geslacht van straalvinnige vissen uit de familie van trompetvissen (Latridae).

## Soorten
- Latris lineata  Forster, 1801)
- Latris pacifica Roberts, 2003